# Manuel Rosas
Manuel Rosas Sánchez (n. 17 aprilie 1912 - d.  20 februarie 1989), poreclit Chaquetas, a fost un fotbalist mexican, care a participat la Campionatul Mondial de Fotbal 1930. Este primul jucător din istoria Campionatului Mondial de Fotbal, care a marcat din penalti (meciul împotriva Argentinei). Fratele lui a fost Felipe Rosas. Amândoi jucau la Atlante F.C. în timpul acestui turneu. Cu golul pe care l-a marcat în timpul turneului devenea cel mai tânăr jucător care a marcat la Campionatul Mondial, la acea vreme fiind întrecut mai târziu de Pele.